# 鍵盤打楽器
鍵盤打楽器（けんばんだがっき）とは、打楽器の内、ピアノなどの鍵盤と同じ配列に音板が並べてある楽器を言う。マレット楽器とも。これらは高音で短く、低音で長いが、「黒鍵」が「白鍵」に比べて短く作られることはない。このうち、消音装置を持つヴィブラフォンなどは「黒鍵」と「白鍵」が同一平面に置かれるが、そうでなければ普通、「黒鍵」が「白鍵」より高い位置に置かれる。

## 参考項目
- 木琴
  - シロフォン（ザイロフォン）
  - シロリンバ
  - マリンバ
- 鉄琴
  - グロッケンシュピール
  - ヴィブラフォン
- アンティークシンバル
- グラス・ハープ
- アルモニカ
- 炭でできた炭琴（たんきん）という楽器もある。